# Encarsia niigatae
Encarsia niigatae är en stekelart som först beskrevs av Nakayama 1921.  Encarsia niigatae ingår i släktet Encarsia och familjen växtlussteklar. Inga underarter finns listade i Catalogue of Life.